# Encalypta rauhii
Encalypta rauhii là một loài rêu trong họ Encalyptaceae. Loài này được Buchloh mô tả khoa học đầu tiên năm 1961.